# Campeonato Ucraniano de Futebol de 2019–20
O Campeonato Ucraniano de Futebol de 2019–20 foi a 29ª edição desde seu estabelecimento.
A temporada 2019-20 da Premier League ucraniana foi a 29ª competição de clubes de futebol de alto nível desde a queda da União Soviética e a 12ª desde o estabelecimento da Premier League ucraniana.

## Início
O torneio começou em 28 de julho de 2019. No mesmo dia aconteceu o jogo da Supercopa da Ucrânia A Assembleia Geral da UPL também adotou um mini-torneio pós-temporada para o último quinto lugar da Ucrânia na competição da Liga Europa da UEFA de 2020–21, que envolveria a(s) melhor(es) equipe(s) do grupo de rebaixamento. A assembleia também concordou em implementar a posição de árbitro assistente de vídeo (VAR) em 2020.
Com a competição em andamento, em 7 de agosto de 2019, a liga adotou o novo nome FavBet Liha após seu principal patrocinador, bem como seu novo logotipo.
Para fins promocionais, a Premier League ucraniana introduziu uma cópia própria da liga de fantasia virtual na plataforma de jogos Real Manager.

## Defensor do Título
O atual campeão era o 12 vezes campeão Shakhtar Donetsk. Em 20 de junho de 2020, o Shakhtar voltou a vencer a liga ao derrotar o Oleksandriya em casa pela 27ª rodada, conquistando seu 13º  título cinco rodadas antes do final.
O prolongamento da competição causado pela pausa de emergência introduzida devido à pandemia de COVID-19 tornou a temporada a mais longa da história, com duração de 1 ano e 1 dia no total. A temporada também estabeleceu um recorde como a temporada de maior pontuação na história da competição, com uma média de 2,78 gols marcados por jogo.

## Classificação
Fonte: 
| Posisão | Clube              | Jogos | Vitórias | Empates | Derrotas | Gols Marcados | Gols Sofridos | potuação |
| ------- | ------------------ | ----- | -------- | ------- | -------- | ------------- | ------------- | -------- |
| 1       | Shakhtar Donetsk   | 22    | 19       | 2       | 1        | 59            | 14            | 59       |
| 2       | Dynamo Kyiv        | 22    | 14       | 3       | 5        | 44            | 17            | 45       |
| 3       | FC Zorya Luhansk   | 22    | 13       | 4       | 5        | 39            | 18            | 43       |
| 4       | FC Desna Chernihiv | 22    | 13       | 3       | 6        | 36            | 15            | 42       |
| 5       | PFC Oleksandria    | 22    | 11       | 4       | 7        | 30            | 23            | 37       |
| 6       | FC Kolos Kovalivka | 22    | 8        | 2       | 12       | 25            | 39            | 26       |
| 7       | SC Dnipro-1        | 22    | 7        | 4       | 11       | 26            | 34            | 25       |
| 8       | FC Mariupol        | 22    | 6        | 7       | 9        | 21            | 35            | 25       |
| 9       | FC Lviv            | 22    | 5        | 5       | 12       | 16            | 35            | 20       |
| 10      | FC Vorskla Poltava | 22    | 6        | 2       | 14       | 15            | 38            | 20       |
| 11      | FC Olimpik Donetsk | 22    | 5        | 3       | 14       | 17            | 37            | 18       |
| 12      | FC Karpaty Lviv    | 22    | 2        | 7       | 13       | 17            | 40            | 13       |